# Погроми в Одесі

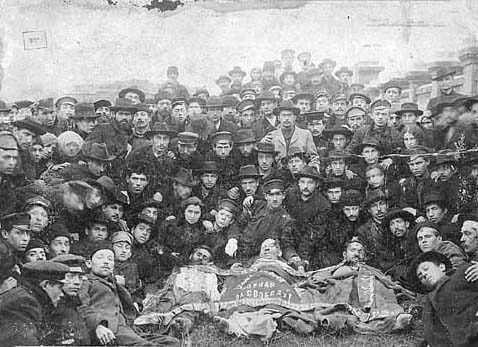
Члени Єврейського трудового бунда з тілами своїх товаришів, убитих в Одесі під час російської революції 1905 року.

Низка погромів проти євреїв у місті Одеса, Україна, яке тоді була частиною Російської імперії, відбулася протягом 19-го та початку 20-го століть. Вони відбулися в 1821, 1859, 1871, 1881 і 1905 роках.
За словами Джаррода Тенні, більшість істориків на початку 21 століття погоджуються, що ранні випадки були наслідком «тертя, викликаного модернізацією», а не відродженням середньовічного антисемітизму. Погром 1905 року був значно більшим за масштабом, і антисемітизм відіграв стрижневу роль.
Одеса мала багатонаціональне населення, яке включало грецьку, єврейську, російську, українську та інші громади.

## Погром 1821 року
Погром 1821 року, вчинений етнічними греками, а не росіянами, у деяких джерелах називають першим в сучасному періоді Росії:
В Одесі греки та євреї були двома ворогуючими етнічними та економічними спільнотами, які жили пліч-о-пліч. Перший одеський погром у 1821 році був пов’язаний із початком Грецької війни за незалежність, під час якої євреїв звинуватили в симпатіях до османської влади та в допомозі туркам у вбивстві грецького патріарха Константинопольського Григорія V, тягнучи його мертве тіло по вулицях і, нарешті, кинувши його в Босфор.

## Погром 1859 року
Згідно з Єврейською енциклопедією (видання 1906 р.),
Не оминули громаду і жахи погрому. Дійсно, перший погром в Росії стався в Одесі в 1859 році. Це був насправді не російський, а грецький погром; бо керівники та майже всі учасники були грецькими моряками з кораблів у гавані та місцевими греками, які приєдналися до них. Погром стався на християнський Великдень; і місцева преса, аж ніяк не неприязна до євреїв, спробувала перетворити це на випадкову бійку, бо грецька колонія на той час була панівною як в управлінні, так і в торгівлі Одеси. Подальші погроми відбулися в 1871, 1881 і 1886 роках."
Історики відзначають економічний антагонізм між двома міськими меншинами, на додачу до релігійних протиріч.

## Погром 1871 року
Але після 1871 року погроми в Одесі набули притаманнішої решті Російської імперії форми:
«Хоча причиною погрому 1871 року були частково чутки про те, що євреї понівечили церкву грецької громади, в ньому брали участь багато негреків. Невдоволення росіян і ворожість до євреїв вийшли на перший план під час погрому 1871 року, коли росіяни приєдналися до греків у нападах на євреїв. Після цього росіяни поповнювали лави погромників у 1881, 1900 і 1905 роках».
Під час погромів 1881 і 1905 років багато грецьких будинків також було зруйновано.
Погром 1871 року вважається поворотним пунктом в історії російського єврея: «Одеський погром змусив деяких єврейських публіцистів, прикладом яких був письменник Перец Смоленськін, поставити під сумнів віру в можливість інтеграції євреїв у християнське суспільство та закликати до більшої обізнаності в єврейській національній самобутності». 

## Період 1881–1906 років
В період після 1871 року погроми часто вчинялися з мовчазного схвалення царської влади. Існують свідчення, що під час погрому 1905 року армія підтримувала натовп:
Більшовик П'ятницький, який тоді перебував в Одесі, згадує про те, що сталося: «Там я побачив таку картину: банда молодих людей, років 20-25, серед яких були поліцейські в цивільному і працівники охорони, оточуючи всіх, хто був схожий на євреїв, — чоловіків, жінок і дітей, — роздягали їх догола і безжально били... Ми негайно організували групу революціонерів, озброєних револьверами... ми підбігли до них і вистрілили в них. Але раптом між нами і погромниками з'явилася суцільна стіна озброєних до зубів солдатів, які протистояли нам. Це сталось кілька разів. Нам стало зрозуміло, що погромники діяли спільно з військовими».

## Погром 1905 року
Одеський погром 1905 року був найстрашнішим антиєврейським погромом в історії Одеси. Між 18 і 22 жовтня 1905 року етнічні росіяни, українці та греки вбили понад 400 євреїв і пошкодили або знищили понад 1600 єврейських будинків.

### Передісторія євреїв в Одесі
Місто Одеса, засноване наприкінці 18 століття, сприяло іноземній імміграції, особливо з метою сприяння економічному зростанню. З цієї причини євреїв в Одесі приймали набагато охочіше, ніж у багатьох інших частинах смуги осілості . Але євреї Одеси не вважалися рівними жителям-неєвреям і страждали від антисемітизму. В 19 столітті в Одесі відбулася низка серйозних антиєврейських погромів, і чутки про погроми з’являлися щороку приблизно на Великдень. Єврейська та російська молодь також часто вступала в жорстокі бійки між собою.

### Причини
Поєднання економічного спаду, підтримки євреями Японії у війні проти Росії, підтримки євреями Жовтневого маніфесту та вбивств у червні 1905 року сприяло великій напруженості між неєвреями та єврейською громадою в Одесі в 1905 році. [джерело?]

#### Історичні причини
Антисемітизм серед греків:
Зростання антисемітизму внаслідок зміни місця євреїв в економіці Одеси створило середовище, сприятливе для погрому. Коли Кримська війна порушила торговельні шляхи, багато грецьких комерційних фірм перенесли свій бізнес з Одеси через банкрутство або бажання шукати більш прибуткові місця торгівлі. Щоб заповнити вакуум, що утворився в торгівлі зерном, єврейські купці розширили бізнес і почали отримувати більші прибутки. Багато чинників сприяли поширенню антисемітизму серед греків в Одесі, зокрема: успіх багатьох єврейських торговців, переважне наймання ними єврейських робітників і чутки про ворожі дії євреїв щодо греків.
Антисемітизм серед росіян:
Багато росіян звинувачували євреїв у своїх бідах, таких як обмежені можливості працевлаштування та низька заробітна плата. Вони посилалися на різке зростання єврейського населення в Одесі з 14% (14 000 із 100 000) в 1858 році до 35% (140 000 із 400 000) в 1897 році. Ці цифри сприяли підозрі, що євреї володіють великим багатством, владою та впливом в Одесі. Хоча до кінця XIX століття євреї посідали високі позиції у виробництві, більшість статків у Одесі належала неєвреям. Євреї, безумовно, не панували в економіці Одеси і не контролювали Одесу політично. На відміну від інших етнічних і релігійних груп, заможні євреї не могли перетворити багатство на політичну владу. Із 3449 співробітників імперського уряду лише 71 був євреями. Після громадянської реформи 1892 року євреї більше не могли обирати представників до міських рад; натомість спеціальне управління в справах муніципалітету призначило шістьох євреїв до Одеської міської ради з шістдесяти осіб.  Враховуючи, що 35% населення Одеси в 1897 році були євреями, обмеження представництва в міській раді до 10% посад було дискримінаційним.

#### Безпосередні причини
Значний економічний спад в Одесі з початком 20-го сторіччя зіграв головну роль в погромі 1905 року. Обмежена торгівля, зменшене промислове виробництво і Russo-Japanese War спричинили велике безробіття в Одесі. Багато працівників гидували євреями за звільнення під час економічного спаду. Ненависть до євреїв посилилася, коли багато євреїв не підтримали війну з Японією. Російські патріоти називали євреїв непатріотичними і невірними.
Страх перед погромом в квітні 1905 року спонукав Національний комітет єврейської самооборони закликати євреїв озброїтися та захистити своє майно. Неєвреям погрожували збройною розправою в разі погрому. Хоча погром не відбувся до жовтня, страх перед ним знову виник в червні, коли євреїв визнали винними в підбурюванні стрілянини та пожежах в порту. 13 червня 1905 року козаки розстріляли кількох страйкуючих робітників. Наступного дня великі групи робітників припинили роботу та напали на поліцію з камінням і зброєю. Панцерник «Потьомкін», екіпаж якого збунтувався 14 червня, того ж вечора прибув до Одеси. Тисячі одеситів вирушили в порт, щоб побачити броненосець і підтримати повсталих моряків. В другій половині дня 15 червня неконтрольований натовп почав нападати на склади та підпалювати дерев'яні будівлі в гавані. Почався хаос, коли, щоб запобігти подальшим заворушенням, військові заблокували гавань і стріляли в натовп. Страйки, заворушення та прихід Потьомкіна призвели до загибелі понад 1000 людей в Одеському порту . Через кілька днів після жахливого інциденту в гавані з'явився антисемітський памфлет під назвою «Одесские дни », який звинуватив у трагедії євреїв. «Одесские дни» вимагали відшкодування євреями неєвреям, роззброєння євреїв Одеси та проведення обшуків у всіх єврейських помешканнях міста. Хоча червневі події не відразу викликали погром, сформувалося антисемітське середовище, достатнє для жовтневого погрому.
17 жовтня цар Микола II видав Жовтневий маніфест, який встановлював громадянські свободи для народу та обіцяв створити виборні збори. Про це повідомили в Одесі 18 жовтня, викликавши свято на вулицях. Євреї сподівалися, що Маніфест приведе до більшої свободи та зменшення антисемітизму в Російській імперії. В той час як багато євреїв і лібералів в Одесі святкували Жовтневий маніфест, консерватори вважали документ загрозою самодержавству і могутності Російської імперії.

### Жовтневий погром

#### Підготовка до погрому: 14–17 жовтня
14 жовтня кілька старшокласників прогулювали заняття та намагалися, але невдало через втручання поліції, приєднатися до мітингів, що відбувалися в університеті. Під час їх перехоплення озброєний поліцейський поранив кількох молодих людей. Наступного дня радикально налаштовані студенти та революціонери озброїлися та закликали інших робітників надати їм підтримку.  16 жовтня студенти і робітники вийшли на вулиці і звели барикади. Намагаючись зберегти порядок, поліція вчинила бійку з ними, вбивши кількох студентів. Хоча були заплановані публічні похорони студентів, одеський міський губернатор Д. М. Нейдгарт наказав таємно поховати тіла, щоб обмежити мітинги навколо смерті. 17 жовтня поліція та військові продовжували стежити за вулицями, хоча серйозних зіткнень не було. Близько 4000 робітників, в тому числі багато євреїв, оголосили страйк. 

#### Криза: 18 жовтня
18 жовтня євреї та ліберали радісно зустріли новину про Жовтневий маніфест. Хоча демонстрації почалися мирно, вони швидко переросли в насильство. Ті, хто вигукував антирежимну пропаганду, спричинили негаразди, коли винесли червоні прапори та антиімперську пропаганду. Зі зростанням насильства між прихильниками та противниками Жовтневого маніфесту члени останньої групи почали зривати свій гнів на одеських євреях, вважаючи їх джерелом проблем Росії. Коли група євреїв попросила кількох російських робітників виказати шану червоному прапору, на вулицях почалася бійка, яка незабаром переросла в антиєврейський бунт. 

#### Погром: 19–21 жовтня
Основна частина жовтневого погрому відбулася 19-21 жовтня, а найгірша – 20 жовтня. Насильство поширилося по всій Одесі, від середмістя, до передмістя та прилеглих сіл. Бунтівники продемонстрували чудову організованість у всіх частинах Одеси, координуючи свою чисельність залежно від розміру району, який піддався нападу. Замість того, щоб захистити євреїв і припинити погром, багато поліцейських і солдатів у цивільному спостерігали за різаниною або брали в ній участь. Хоча вони зазнали багатьох втрат і зрештою були розбиті, єврейські загони самооборони успішно захистили деякі будинки, а також вулиці та навіть квартали. 
21 жовтня, після завершення більшої частини погрому, на вулиці з'явилися міський губернатор Нейдгарт і начальник Одеського військового гарнізону О. В. Каульбарс . Вони сказали учасникам заворушень забратися з вулиць і повернутися додому. Бездіяльність Нейдхарта і Каульбарса до цього часу стала предметом обговорень і призвела до подальшої відставки Нейдхарта з посади.
Згідно з оповіддю, написаною британським консулом в Одесі Чарльзом Стюартом Смітом, Нейдгарт наказав поліції вийти з вулиць, розв’язати натовпу руки для вбивств, ґвалтувань і грабунку. Стюарт Сміт звернувся до пана Нейдгарта з рішучим протестом, закликаючи його припинити погром і повернути поліцію для виконання своїх обов'язків. Французький генеральний консул написав префекту в тому ж дусі. Наступного дня погром затих. «Цілком очевидно, — доповів Стюарт Сміт Міністерству закордонних справ, — що пізні заворушення були підготовлені та організовані поліцією, яка відкрито керувала руйнуваннями, грабунками та вбивствами». Через кілька тижнів він написав: «Була надія, що буде справжнє судове розслідування всієї справи з належним розподілом провини; але імператор подякував військам, і, мабуть, Нейдгарт отримав іншу посаду (Нижній Новгород). Одна газета повідомляє, що М. Вітте був проти, але йому сказали, що вже пізно, призначення зроблено. Я сподівався, що вдасться здобути справжню перемогу закону над беззаконням високопосадовців, але мої надії слабшають». 

### Наслідки та відповідь євреїв
Різні звіти оцінюють кількість євреїв, убитих під час жовтневого погрому, від 302 до 1000 осіб. Інші відповідні статистичні дані погрому включають приблизно 5000 поранених євреїв, 3,75 мільйона рублів матеріальних збитків, 1400 зруйнованих підприємств і 3000 сімей, відкинутих у бідность. Одеський єврейський центральний комітет допомоги жертвам погромів 1905 року зібрав від євреїв Одеси та за кордоном 672 833 рублі на допомогу постраждалим від погрому. Загалом комітет надав допомогу 2499 родинам, постраждалим від Жовтневого погрому. 
Чарльз Стюарт Сміт, британський консул, пізніше писав, що панує таке беззаконня, що протягом багатьох місяців вулиці залишалися небезпечними. Збройні пограбування були повсякденним явищем. Через шість місяців після погрому він написав у приватному листі: «Злочинність продовжується в одіозній інтенсивності. Пограбування «Чорного ворона» вщухли, але надто часто кидають бомби та вбивають. Друг-хірург розповідає мені, що раніше в міській лікарні щотижня отримували один чи два випадки ножових ушкоджень; зараз один-два на день.' 
Це була одна з подій, яка призвела до еміграції багатьох євреїв з Одеси та України до Західної Європи та Сполучених Штатів у наступні роки.

## Дивіться також
- 1941 Одеська різанина
- Одеський краєзнавчий музей